# James Merendino
James Merendino (Long Branch, 11 gennaio 1969) è un regista e sceneggiatore statunitense, noto soprattutto per il film Fuori di cresta.

## Biografia
Nato nel New Jersey, a sei anni si trasferisce con la famiglia a Salt Lake City. Dopo il diploma frequenta l'università di Los Angeles, studiando filosofia e teologia.
Nel 1991 esordisce alla regia con Witchcraft IV: The Virgin Heart, quarto episodio della saga horror prodotta dalla Vista Street Entertainment. Nel 1994 realizza la commedia horror The Upstairs Neighbour, che vince il Grand Prize al Minneapolis St. Paul International Film Festival. Nel 1996 il suo film Un duro bastardo (Toughguy) partecipa in concorso al Festival internazionale Cinemagiovani.
Nel 1998 dirige Fuori di cresta, una commedia parzialmente autobiografica su un gruppo di punk di Salt Lake City. Nel 1999 la pellicola è il film d'apertura del Sundance Film Festival, vince il Premio FIPRESCI al Festival internazionale del cinema di Mar del Plata e riceve una candidatura per la miglior sceneggiatura agli Independent Spirit Awards. Ben accolto dalla critica, dopo un iniziale rifiuto da parte della scena punk diviene poi un film culto. Nel 2016 il regista ne realizza un seguito, Punk's Dead.
Nel 2001 gira la commedia Amerikana, che adotta gli stilemi del manifesto cinematografico Dogma 95, e nel 2009 il thriller The Invisible Life of Thomas Lynch (co-regia con Lisa Hammer), che vince il premio del pubblico al CMJ Music Marathon and Film Festival.

## Filmografia

### Cinema

#### Regista
- Witchcraft IV: The Virgin Heart (1992)
- Hard Drive - conosciuto anche col titolo di Delitto al computer (1994)
- The Upstairs Neighbour (1994)
- Un duro bastardo - conosciuto anche col titolo di L'ultimo pensiero (Toughguy, conosciuto anche col titolo di Terrified) (1996)
- The Real Thing - A Stylish Thriller (The Real Thing, conosciuto anche col titolo di Livers Ain't Cheap) (1996)
- River Made to Drown In (1997)
- Fuori di cresta (SLC Punk!) (1998)
- Magicians (2000)
- Amerikana (2001)
- Trespassing (2004)
- El club de la muerte (2008)
- The Invisible Life of Thomas Lynch (2009)
- Punk's Dead (2016)
- 90 Days of Games - cortometraggio (2020)
- Fresh Kills (2022)

### Televisione

#### Regista
- Hotel Alexandria - serie TV, 6 episodi (1999)
- Great Kills - serie TV (2023)